# 邓武协
邓武协，又名阮协。（1928年2月9日—2008年4月11日），兴安省文林县越兴社人，京族。越南人民军高级政工将领。

## 简历
家庭出身中农，本人成份朱文安高级中学学生。1945年参加革命。1946年入伍。1946年入党。抗法战争中历任排长、连指导员，1954年3月任第308师102团54营教导员。历任团政治处主任、团政委，步兵316师政委。1958年授予少校军衔。
1964年晋升为中校。1965-1970年任西原战役前线指挥部（即B3战场）政治局主任。参与指挥1965年波莱梅战役。1969年进攻。1970-1973年任副政委。参与指挥1972年春夏进攻战役。1972年9月兼任第10师首任政委。1974年晋升为大校。1974年6月-1975年任B3战场政委。1975年3月为第3军首任政委，参与指挥了西原战役、胡志明战役。
战后后任第3军区副政委、政委。1976年12月越共四大中央候补委员。1977年晋升为少将。1977年10月任国防部副部长，1977年11月兼越南人民军总政治局副主任，主管青年工作。1981年4月越南第七届国会代表。1981年6月晋升中将。1982年3月越共五大中央委员。1984年不再担任国防部副部长。1985年中央军委委员。1988年6月晋升为上将。1996年退役。